# Jerome de Sandy Cove

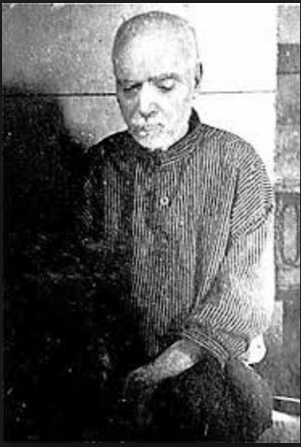
Fotografía con la descripción "un hombre bien construido que parecía tener entre 75 y 80 años de edad, una mirada inteligente, y una cabeza bien en forma", acompañando su obituario en el Daily Echo, 1912.

Jerome (también deletreado Jérôme; ca. 1830 - Nueva Escocia, Canadá, 15 de abril de 1912) es el nombre dado a un hombre no identificado descubierto en la playa de Sandy Cove, Nueva Escocia, el 8 de septiembre de 1863. Se le encontró con las dos piernas amputadas, y cuando fue cuestionado por los lugareños, dijo muy poco, sugiriendo que no hablaba inglés. Cuando se le preguntó por su nombre, murmuró algo que se parecía a "Jerome", y así fue como se le conoció desde entonces.

## Descubrimiento
Fue encontrado por un niño de 8 años llamado George Colin "Collie" Albright, y llevado a la casa de Albright en la aldea de Digby Neck para ser cuidado hasta que se recuperara. Jerome tenía ambas piernas amputadas justo por encima de las rodillas, con evidencia de que había sido hecho por un cirujano experto. Los muñones sólo estaban parcialmente curados y aún vendados cuando fue encontrado. También sufría de hipotermia.
Muchas personas deseosas de saber más acerca de él lo fueron a visitar hasta su cama, y a través de esto se descubrió que no podía (o no quería) entender francés, latín, italiano o español. Al parecer, evitó la atención de estos curiosos espectadores, gruñendo como un perro a invitados no deseados. Las manos del hombre fueron descritas como demasiado suaves para que fuera un trabajador manual, y se le describió como de aspecto mediterráneo.
Los Albright tenían dificultades para sostener otra boca que alimentar, y Jerome fue pasado de casa en casa por un tiempo hasta que la comunidad bautista de Digby Neck decidió que por su apariencia debía ser católico, y lo enviaron a la comunidad francesa vecina de Meteghan. El gobierno de Nueva Escocia apoyó a la comuna enviando dos dólares a la semana para mantener a Jerome, que fue enviado a quedarse con Jean Nicola, un desertor de Córcega y hablante de varios idiomas. Nicola no pudo hacerle hablar, pero Jerome permaneció en la casa de Nicola por siete años, convirtiéndose en favorito de las damas de la casa, la esposa de Jean, Julitte, y su hijastra Madeleine.
Después de la muerte de Julitte Nicola, su esposo regresó a Europa y Jerome fue a quedarse con Dedier y Zabeth Comeau en San Alphonse, cerca de Meteghan. Los Comeau usaron la fama relativa de Jerome para beneficiarse, cobrando honorarios de admisión para ver al hombre misterioso, viviendo bien de esto y el estipendio del gobierno. Pero a Jerome no parecía importarle, y permaneció allí por el resto de su vida, hasta el día de su muerte el 15 de abril de 1912.

## Legado y posibles explicaciones
Se ha sugerido que Jerome era un marinero que pudo haber intentado un motín, siendo castigado con la amputación y abandono. Otra sugerencia es que podría haber sido el heredero de una fortuna e intentaron "deshacerse" de él para dar paso a alguien que buscaba su herencia.
Es posible que las dificultades de Jerome para producir el habla puedan estar relacionadas con una lesión cerebral, muy probablemente en el Área de Broca, parte del cerebro que regula el habla. Jerome habría sido incapaz de hablar en cualquier tipo de lenguaje comprensible. Esto puede explicar la capacidad de Jerome de hacer ruidos animales, pero no replicar el lenguaje humano.
Jerome permaneció fuertemente en la imaginación popular en Nueva Escocia, y ha habido varios libros escritos sobre el caso. En 1994 se rodó un largometraje producido y dirigido por Phil Comeau, titulado Jerome's Secret (El Secreto de Jerome).
En 2008, el historiador local Fraser Mooney Jr., de Yarmouth, Nueva Escocia, publicó un libro, Jerome: Resolviendo el misterio del náufrago silencioso de Nueva Escocia, en el que ofrece una solución al misterioso origen del hombre. Él reporta que en la bahía de Nueva Escocia en Chipman, Nuevo Brunswick, en 1859 (unos años antes de la aparición de Jerome), un joven extranjero fue reportado como habiendo caído a través del hielo en el río. Sufrió gangrena en ambas piernas debido al accidente y tuvo que ser amputado por un médico local. Aquí se hizo conocido como "Gamby", probablemente porque al despertar, seguía reclamando sus "gamba" ("pierna", en italiano). Gamby resultó ser una carga para el pueblo de Chipman, y se rumoreaba que a un capitán de goleta que pasaba se le pagó por llevarlo lejos. El capitán podría haber navegado al otro lado de la bahía a Nueva Escocia, donde se convirtió en el problema de Sandy Cove. El relato de Mooney ha sido polémico. En particular, el escritor Noah Richler ha tildado el libro de especulativo y una ficción.